# Jared S. Gilmore
Jared Scott Gilmore (født 30. maj 2000) er en amerikansk skuespiller. Han er bedst kendt for sin rolle i serien Once Upon a Time som Henry Mills.